# العلاقات العراقية البريطانية
العلاقات العراقية البريطانية وهي العلاقات الثنائية بين دولتي جمهورية العراق والمملكة المتحدة، حيث لدى العراق سفارة في لندن، ولدى المملكة المتحدة سفارة في مدينة بغداد، وقنصليات في مدن البصرة، وأربيل. تتلخص العلاقة أيضا بوجود حوالي 450 ألف أشخاص من أصل عراقي مقميون في المملكة المتحدة.

## التاريخ
بريطانيا كانت الدولة التي أنشأت العراق وألتي صاغت حدوده بشكله الحالي وذلك بعد أن طردت العثمانيين منه في سنة 1918 وبعد أن قامت بتأسيس مملكة العراق في سنة 1921 وقامت بتنصيب الملك فيصل الأول ملكا على العراق في سنة 1923، العلاقات بين البلدين كانت جيدة في أثناء فترة الحكم الملكي إلا أنها استائت بعد أن تمكن رشيد عالي الكيلاني بقيادة ثورة ناجحة في سنة 1941 ليصل إلى قيادة الحكم بدعم من ألمانيا النازية وإيطاليا الفاشية حيث قام بطرد عبد الإله بن علي الهاشمي ونوري السعيد وألذان كانت علاقتهما جيدة مع البريطانيين وذلك احتجاجا على اشتراك العراق في الحرب العالمية الثانية بصف المملكة المتحدة، تمكنت بريطانيا وخلال شهر واحد إلى إرجاع الأمور إلى نصابها وأرجعت السلطة بيد عبد الإله بن علي الهاشمي وبيد نوري السعيد فعادت العلاقات إلى أدراجها، وذلك أثناء الحرب الأنجلو-عراقية إلا أن العلاقة استائت بعد قيام بريطانيا بدعم المشروع الصهيوني لإقامة دولة لليهود في فلسطين، فغضب العراق لذلك فقام بإرسال قواته لطرد الصهاينة من فلسطين إلا أنه فشل في ذلك، بعد ذلك عادت العلاقات تدريجيا بين البلدين، مما أدى إلى غضب الشعب العراقي من ذلك ليثور ضد الملكية في سنة 1958 بقيادة عبد الكريم قاسم، لتسوء العلاقات بين البلدين بعد أن قام عبد الكريم قاسم ألذي قام بإنهاء حكم الأسرة الهاشمية وألتي كانت علاقاتها قوية مع بريطانيا، وكذلك بفتح علاقات مع المعسكر الشرقي (الاتحاد السوفيتي) الذي كان ند بريطانيا والحلفاء، بقيت العلاقات سلبية بين البلدين بعد ثورة 1958، لكن غزو العراق للكويت في سنة 1991 أدى لوقوف المملكة المتحدة ضد العراق مما أدى لإرسال قواتها مع قوات الناتو الأخرى لتحرير الكويت، وفي أثناء الحصار الدولي على العراق إتهمت بريطانيا الرئيس السابق صدام حسين بحيازته لأسلحة الدمار الشامل وعلى الرغم من نفي الحكومة العراقية ذلك قامت المملكة المتحدة مع الولايات المتحدة مع قوات تحالف دولية أخرى بغزو العراق في سنة 2003 وكانت القوات البريطانية ثاني أكبر القوات في العراق بعد القوات الأمريكية وتولت زمام الأمور في مدينة البصرة في جنوب العراق وقد تم تخفيض اعدادها بشكل كبير بعد حصار القواعد البريطانية في البصرة، بعد اكتشاف فرق البحث عدم وجود أسلحة دمار شامل في العراق أتهم رئيس الوزراء البريطاني توني بلير بخداع الشعب البريطاني مما كان أحد الأسباب الرئيسية لاستقالته، أما العلاقات بين البلدين فعادت تدريجيا بعد سقوط نظام صدام حسين.